# Heteronotus brindleyi
Heteronotus brindleyi är en insektsart som beskrevs av Boulard 1980. Heteronotus brindleyi ingår i släktet Heteronotus och familjen hornstritar. Inga underarter finns listade i Catalogue of Life.